# 图鲁夫尔
图鲁夫尔（法語：Tourouvre，法語發音：[tuʁuvʁ] ⓘ）是法国奥恩省的一个旧市镇，属于莫尔塔涅欧佩什区。2016年1月1日，图鲁夫尔和相邻的另外9个市镇合并为新市镇图鲁夫尔欧佩什（Tourouvre au Perche），图鲁夫尔为政府驻地。

## 地理
图鲁夫尔（48°35'25"N, 0°39'5"E）面积24.01 平方千米，位于法国诺曼底大区奧恩省，该省份为法国西北部内陆省份，北起顺时针与卡爾瓦多斯省、厄尔省、厄尔-卢瓦省、萨尔特省、马耶讷省和芒什省接壤。
与图鲁夫尔接壤的市镇（或旧市镇、城区）包括：凡村、欧特伊。

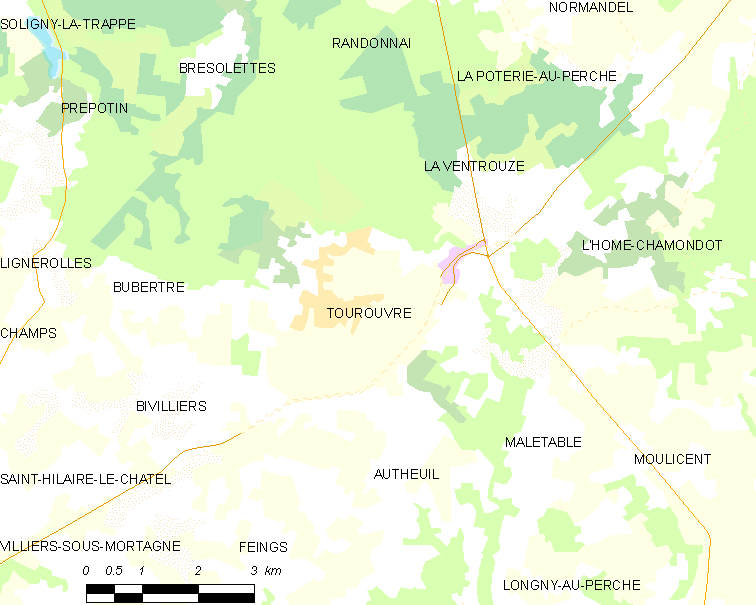
图鲁夫尔的OSM定位图

图鲁夫尔的时区为UTC+01:00、UTC+02:00（夏令时）。

## 行政
图鲁夫尔的邮政编码为61190，INSEE市镇编码为61491。

## 政治
图鲁夫尔所属的省级选区为图鲁夫尔欧佩什县。

## 人口

1962-2008年间图鲁夫尔人口变化图示

图鲁夫尔于2018年1月1日时的人口数量为1530人。